# Pilley's Island
Pilley's Island es un pueblo canadiense situado en la provincia de Terranova y Labrador.

## Superficie
Pilley's Island tiene una superficie de 34,65 km².

## Demografía
En 2021, tenía 286 habitantes, una densidad poblacional de 8,3 hab./km², y 186 viviendas.